# Aeroporto Internacional Gustavo Rojas Pinilla
O Aeroporto Internacional Gustavo Rojas Pinilla (código IATA:ADZ e ICAO:SKSP) é principal aeroporto do arquipélago Santo André, Providência e Santa Catarina, o qual conta com a estrutura e capacidade para receber aeronaves de grande porte, graças a isto se recebem voos "chárter" ou "estacionais" de diferentes partes da América e Europa.

## Destinos
| Companhias                       | Cidades                                                        | Aliança       |
| -------------------------------- | -------------------------------------------------------------- | ------------- |
| Avianca 1 destino                | Doméstico (1): Bogotá                                          | Star Alliance |
| Copa Airlines Colômbia 1 destino | Internacional (1): Cidade do Panamá                            | Star Alliance |
| LATAM Colômbia 3 destinos        | Domésticos (3): Bogotá / Cali / Medellín                       | Oneworld      |
| Satena 1 destino                 | Doméstico (1): Providencia                                     | N/A           |
| VivaColombia 5 destinos          | Domésticos (5): Bogotá / Cali / Cartagena / Medellín / Pereira | N/A           |
| Wingo 4 destinos                 | Domésticos (4): Barranquilla / Bogotá / Cali / Cartagena       | N/A           |
| Air Transat 1 destino            | Internacional (1): Montreal                                    | N/A           |
| Avianca Costa Rica 1 destino     | Internacional: (1) San José                                    | Star Alliance |

## Acidentes
- 16 de agosto de 2010 – Um avião Boeing 737-700 empresa Aires (Voo Aires 8250) que vinha de Bogotá despenhou-se a cerca de 80 metros da pista do aeroporto quando se aproximava para pousar.